# Église Saint-Pierre-du-Prieuré de Novy-Chevrières
L'église Saint-Pierre-du-Prieuré est une église située à Novy-Chevrières, en France.

## Localisation
L'église est située sur la commune de Novy-Chevrières, dans le département français des Ardennes.

## Historique

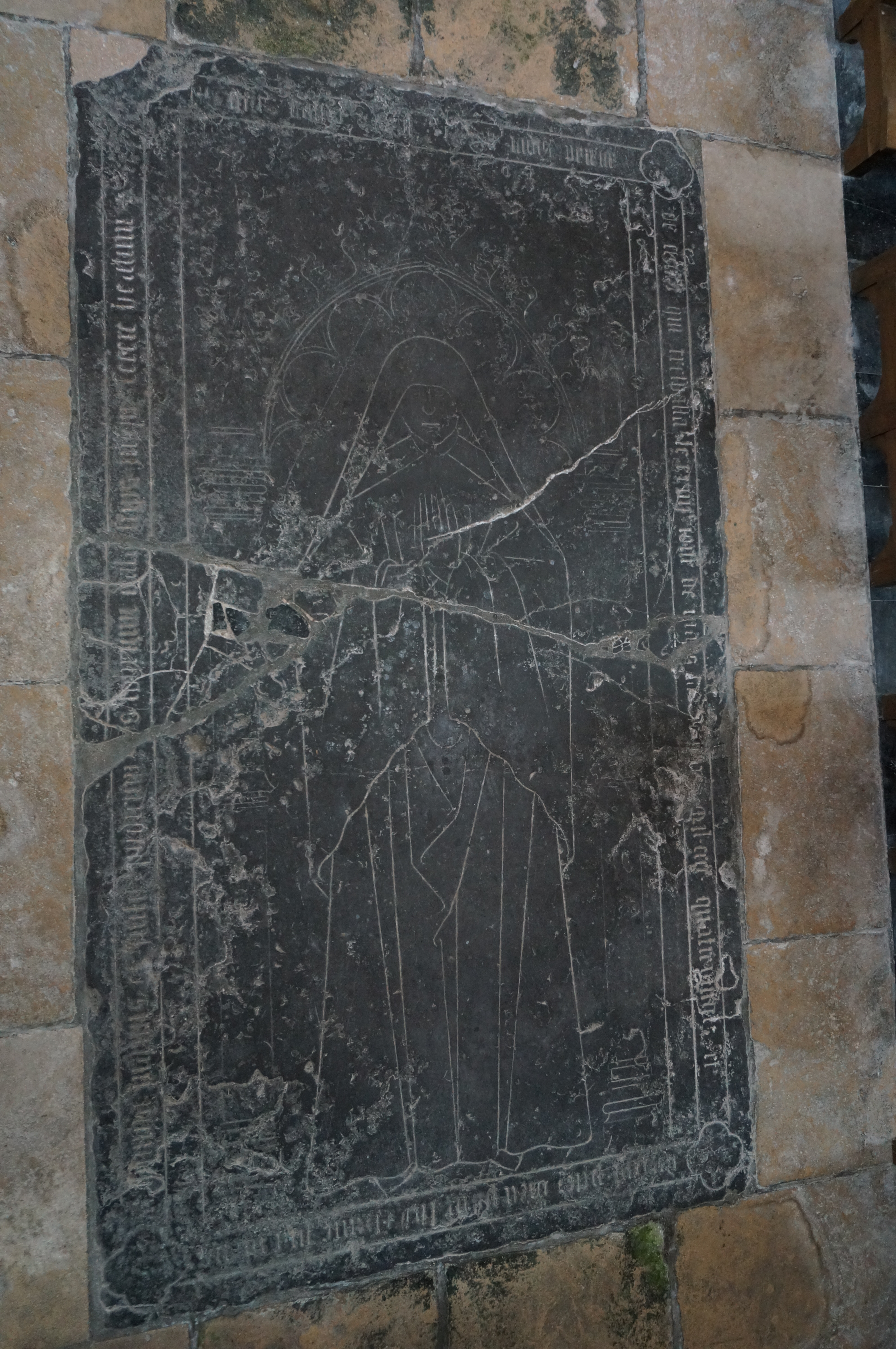
Dalle funéraire de dom Paul.

L'église paroissiale Saint-Pierre à Novy Chevrières, près de Rethel est l'une des parties restante de l'abbaye du XVIIe – XVIIIe siècle rebâtie par les moines bénédictins de l'abbaye Saint-Vanne de Verdun. L'abbaye est supprimée à la Révolution et les bâtiments conventuels servirent de carrière. L'église actuelle a été consacrée par un évêque comme en témoignent les plaques commémoratives placées à l'intérieur.
L'actuelle porte d'entrée a été percée à la fin du XVIIIe siècle.
La fondation de l'abbaye remonte au XIe siècle à la suite d'un conflit entre les moines et Hugues Ier de Rethel. Pendant cinq siècles, elle dépend de l'abbaye de La Sauve-Majeure et ses biens s'accroissent régulièrement. Il ne reste de cette abbaye que la pierre tombale de dom Paul visible dans l'église.
L'édifice est classé au titre des monuments historiques en 1912.

## Description

### Extérieur
L'édifice de l'ancienne église abbatiale qui est flanqué d'imposants contreforts qui en modèlent l'imposante et massive structure architecturale est surmontée par contraste d'un gracile campanile qui culmine à une hauteur de 35 m. L'église est encore en contact avec l'ancien bâtiment qui se trouve à l'ouest et l'entrée des moines est encore visible du nord.

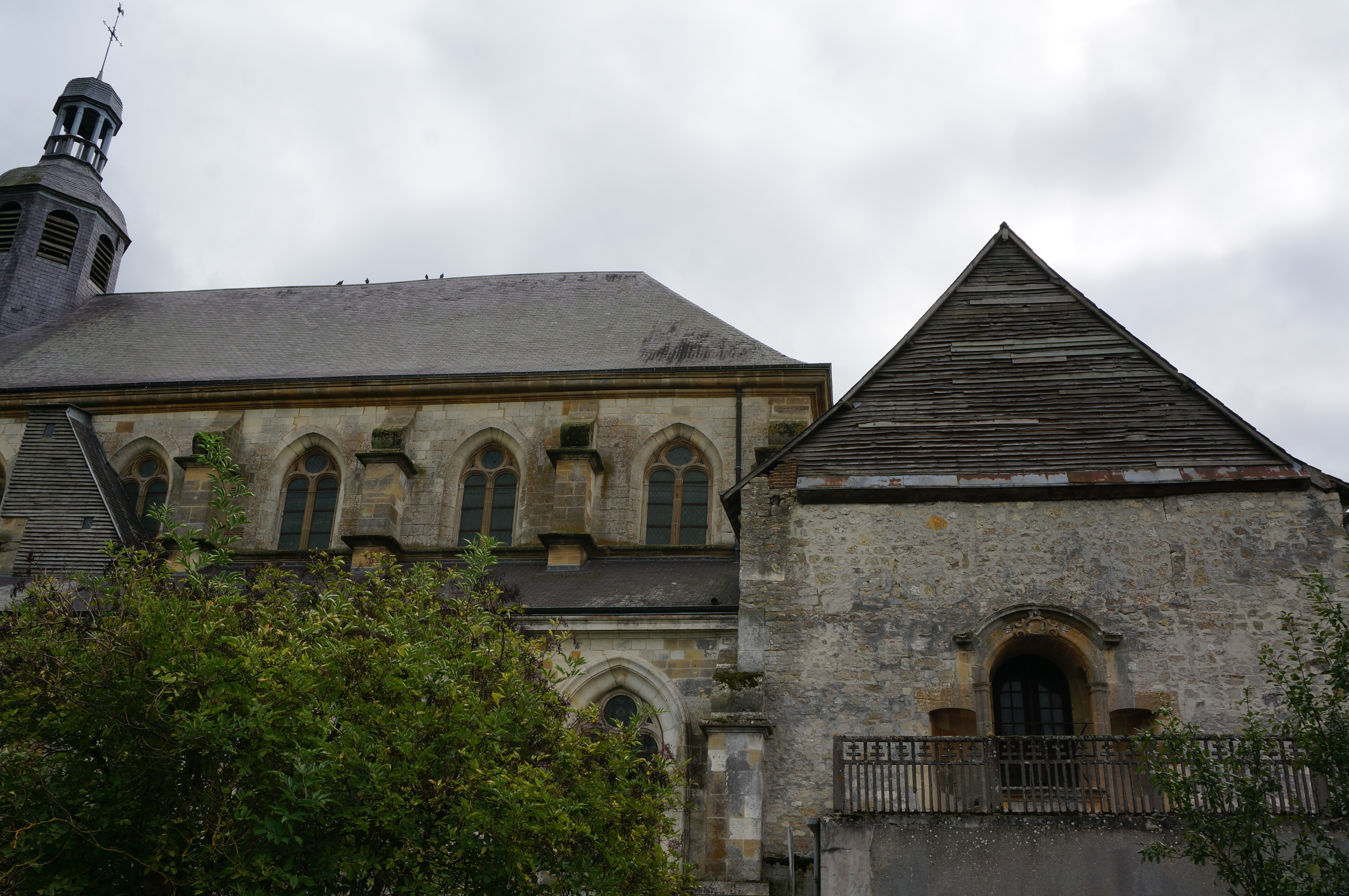
Campanile et entrée depuis le nord.
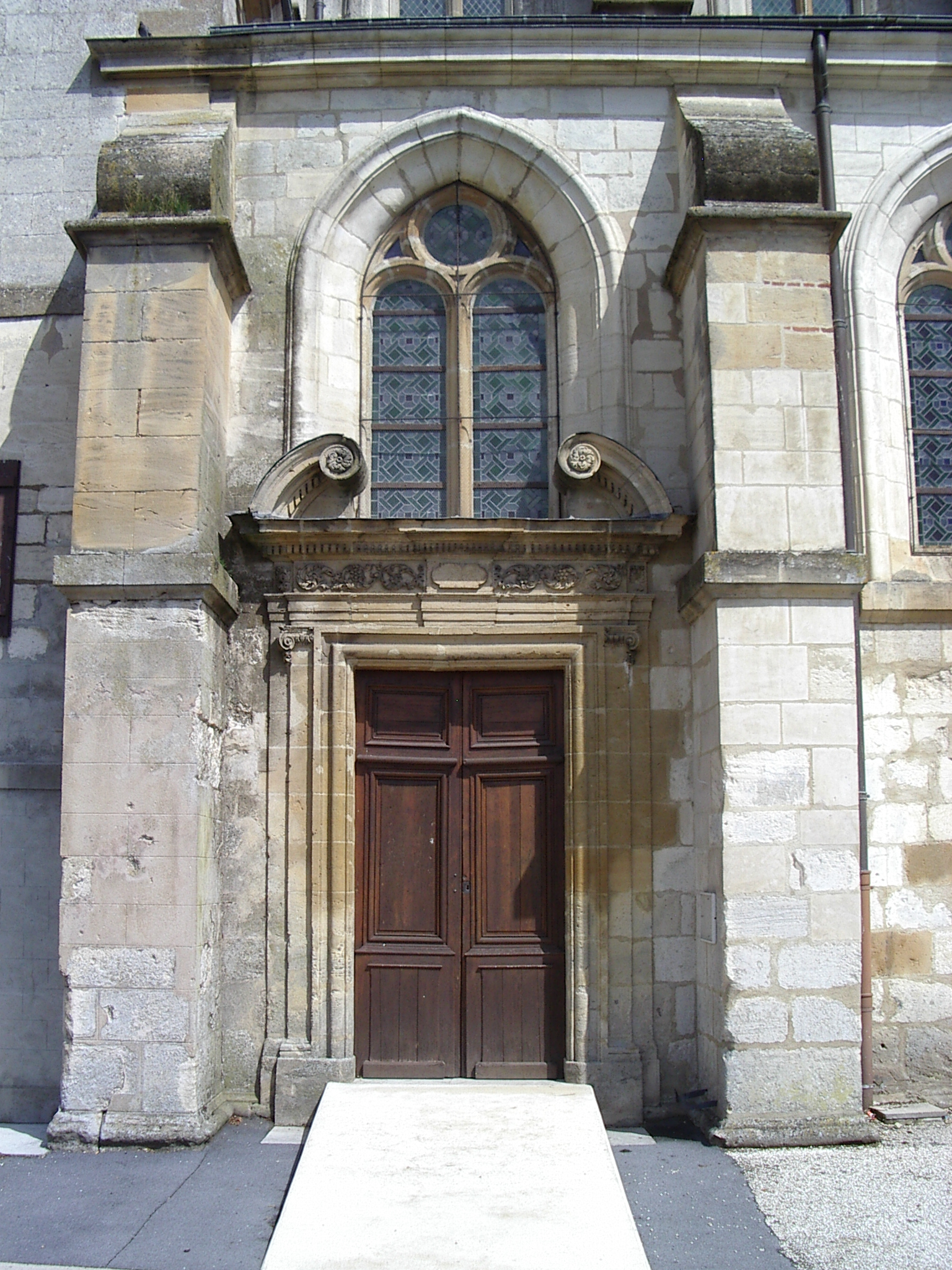
Porte d'entrée
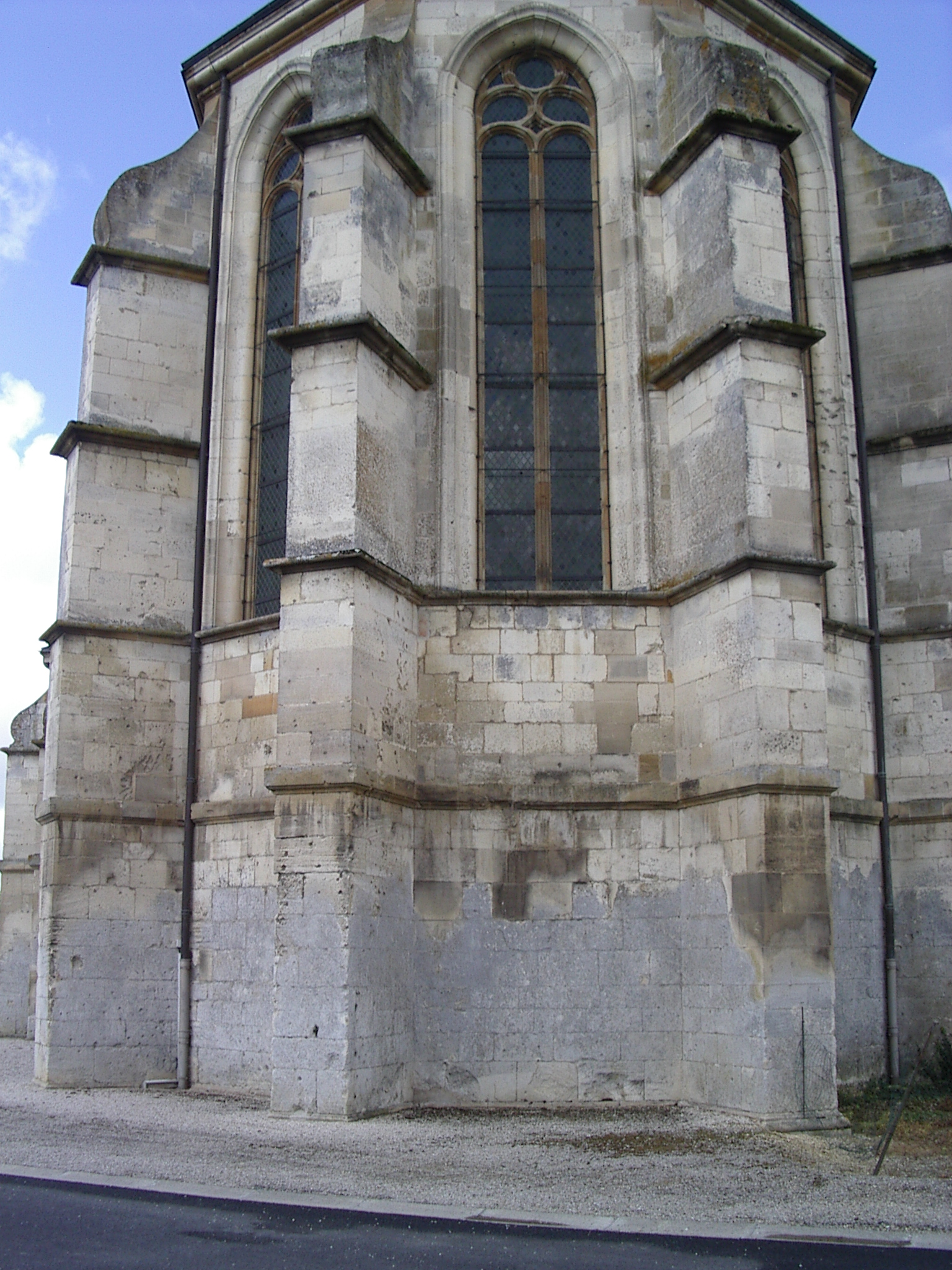
Verrières de grande hauteur
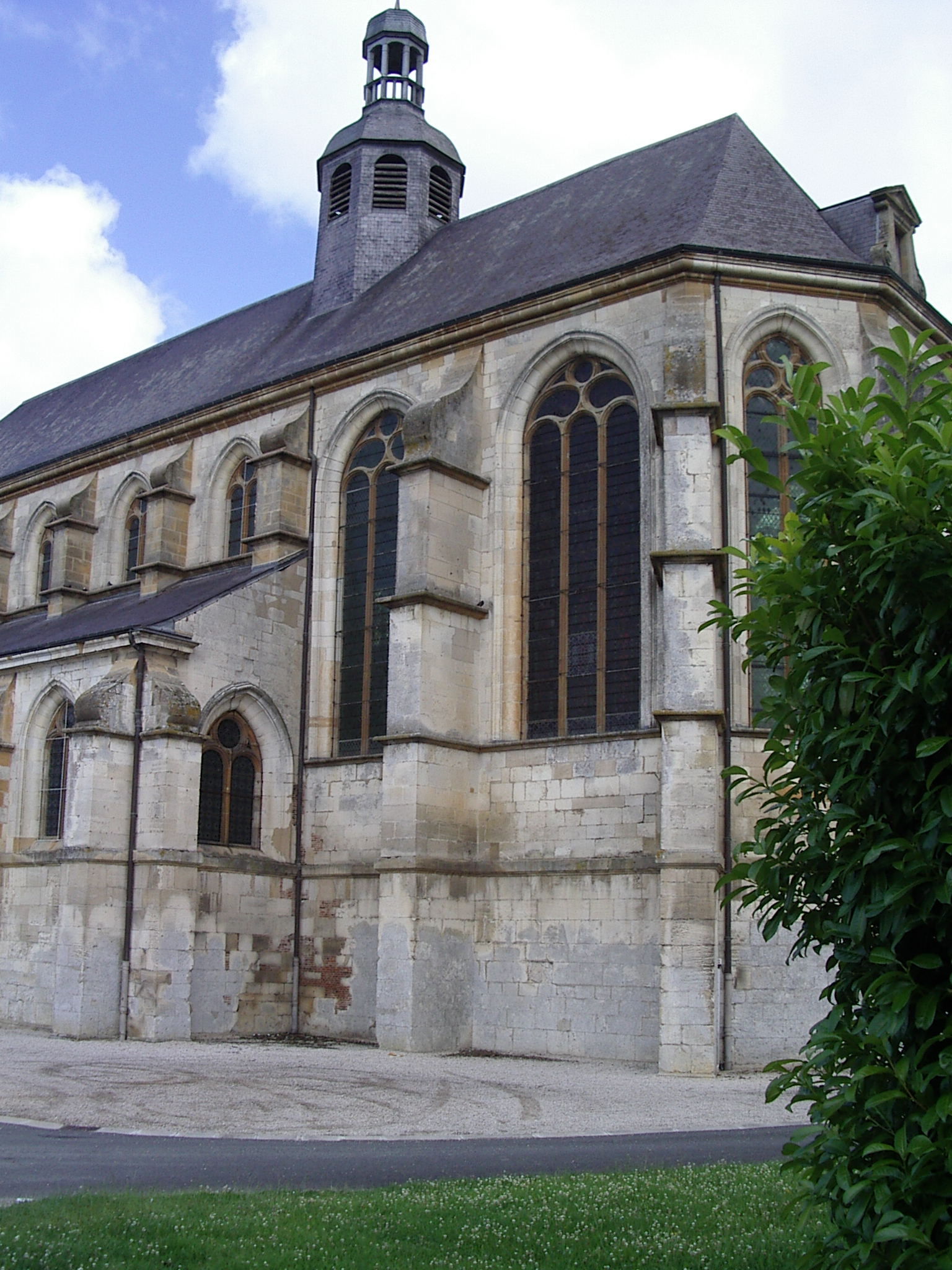
Verrières, contreforts et clocher

### Intérieur
L'intérieur de l'édifice qui comporte une abside à cinq pans et une nef unique à ogives voûtées et collatéraux.
Le chœur, éclairé par des verrières de grande hauteur, possède deux imposants autels originaux en marbre finement décorés ainsi qu'un troisième rajouté sommairement par la suite. En arrière-plan se trouve un retable de style baroque.
Sur les côtés se trouvent deux autres autels :
- le premier en pierre dorée dédié à la Vierge à l'Enfant sculpté de bas-reliefs représentant des habits liturgiques ;
- le second dédié à saint Jean Baptiste sculpté de bas-reliefs représentant des objets de culte.

#### Pièces remarquables

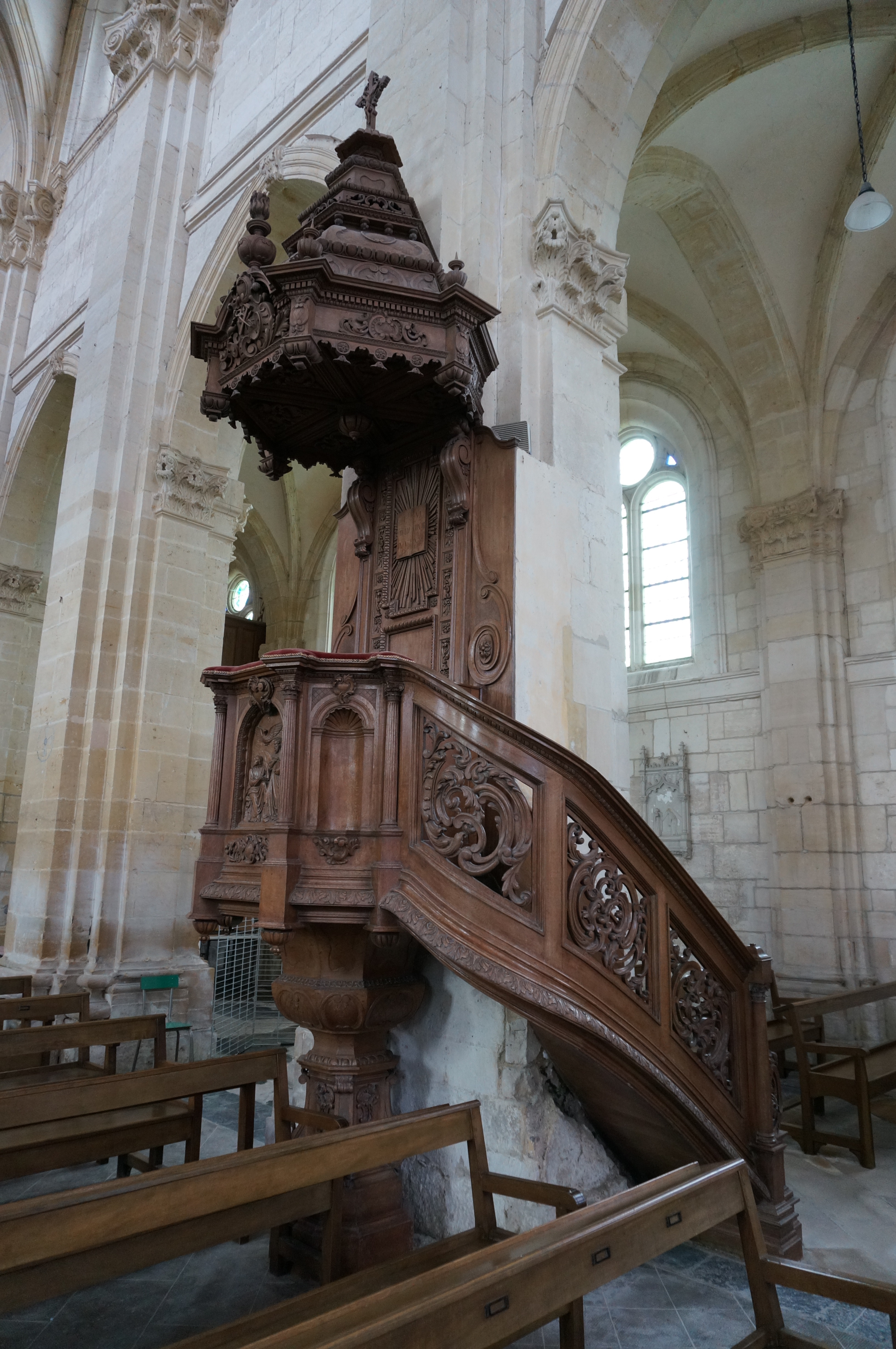
Chaire.
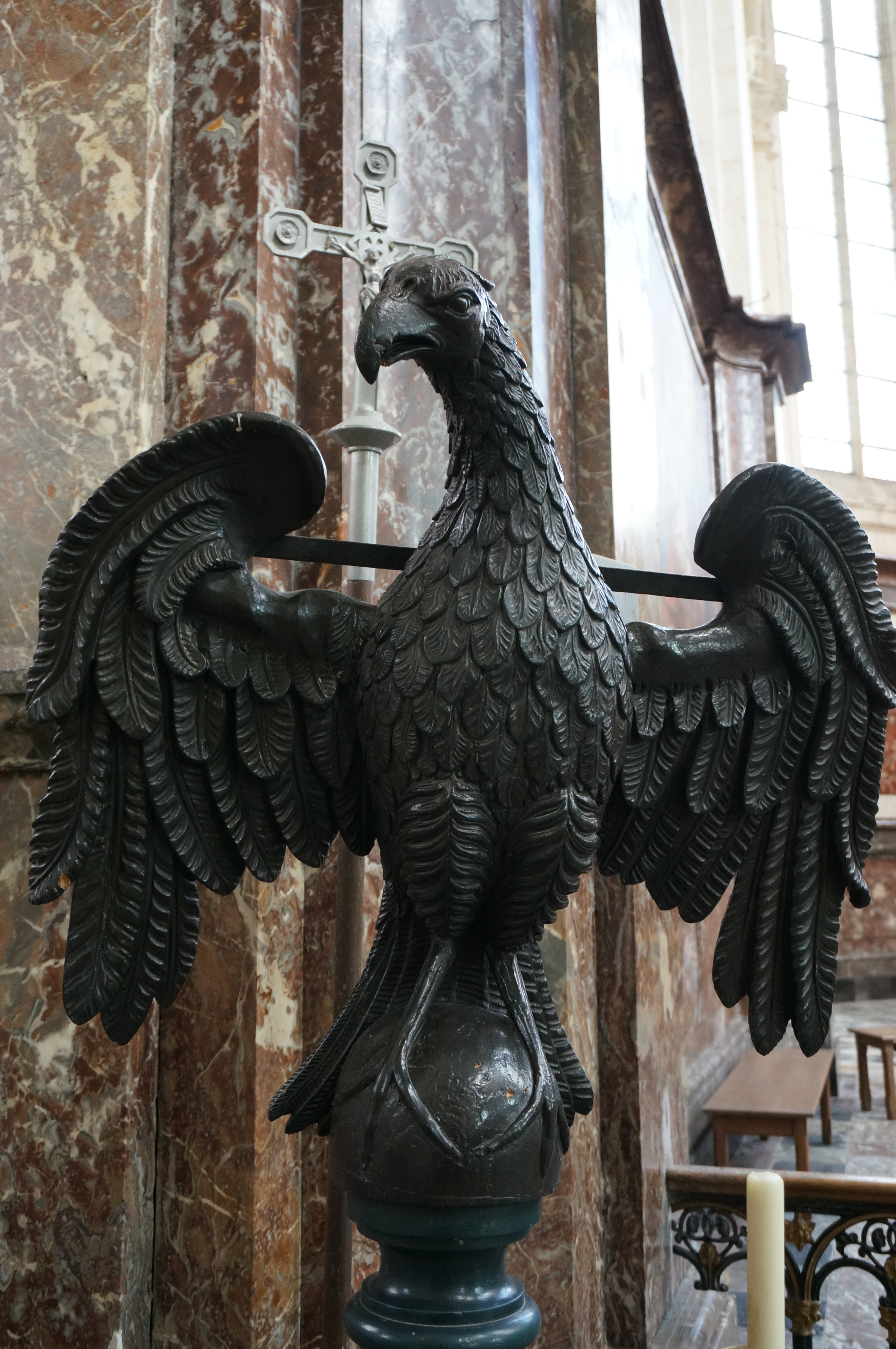
Lutrin.
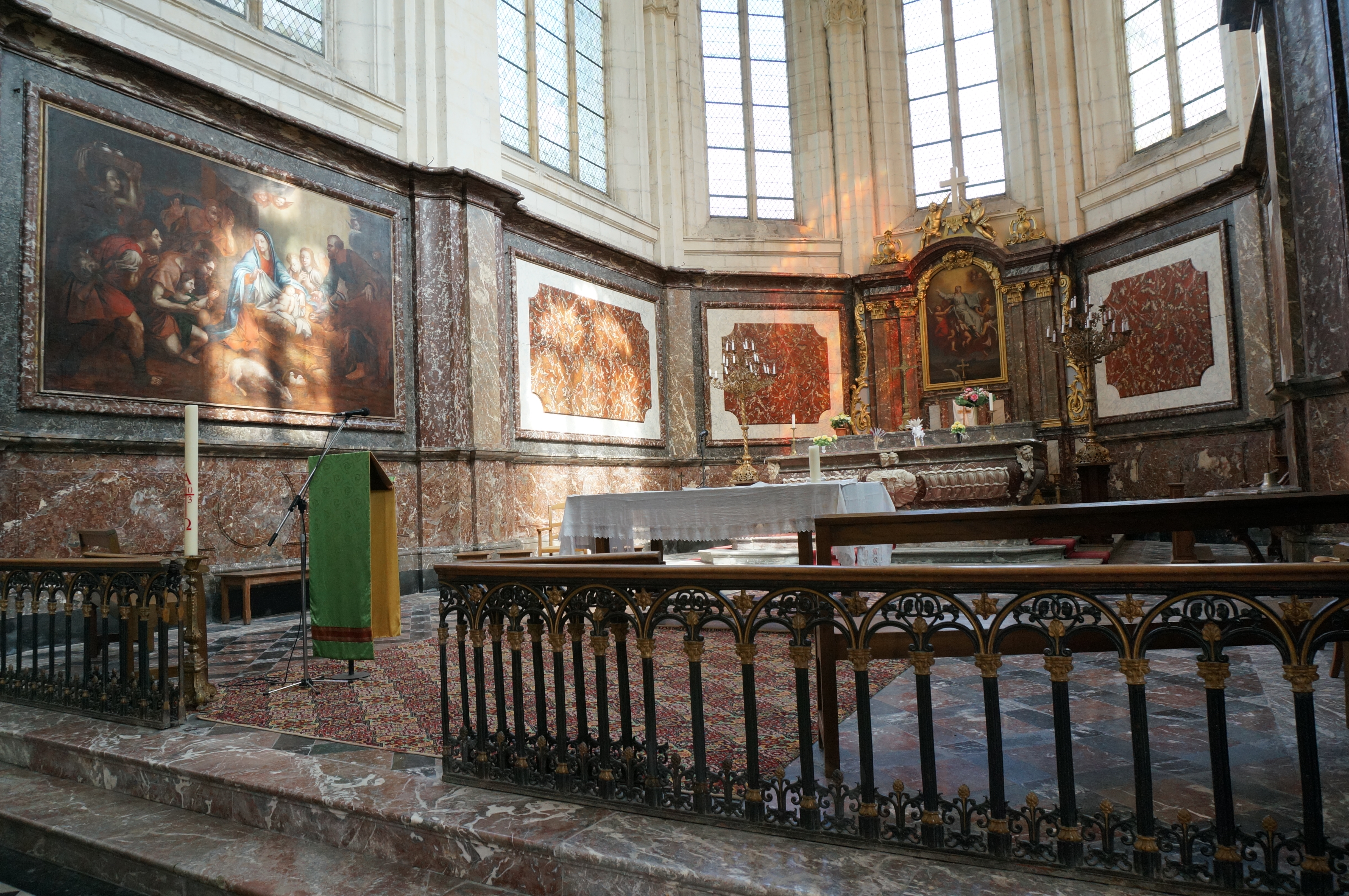
Chœur.
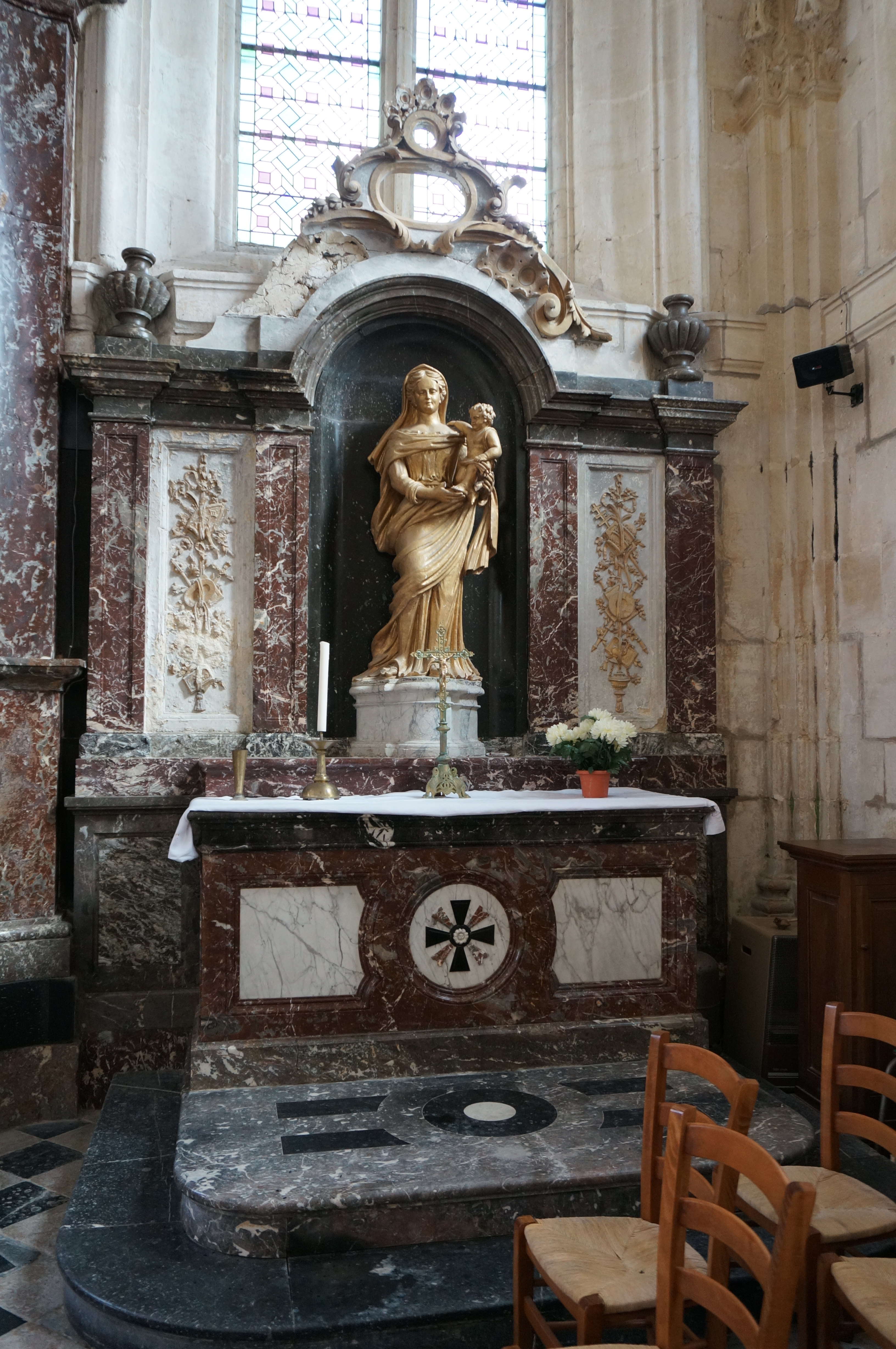
Autel latéral.
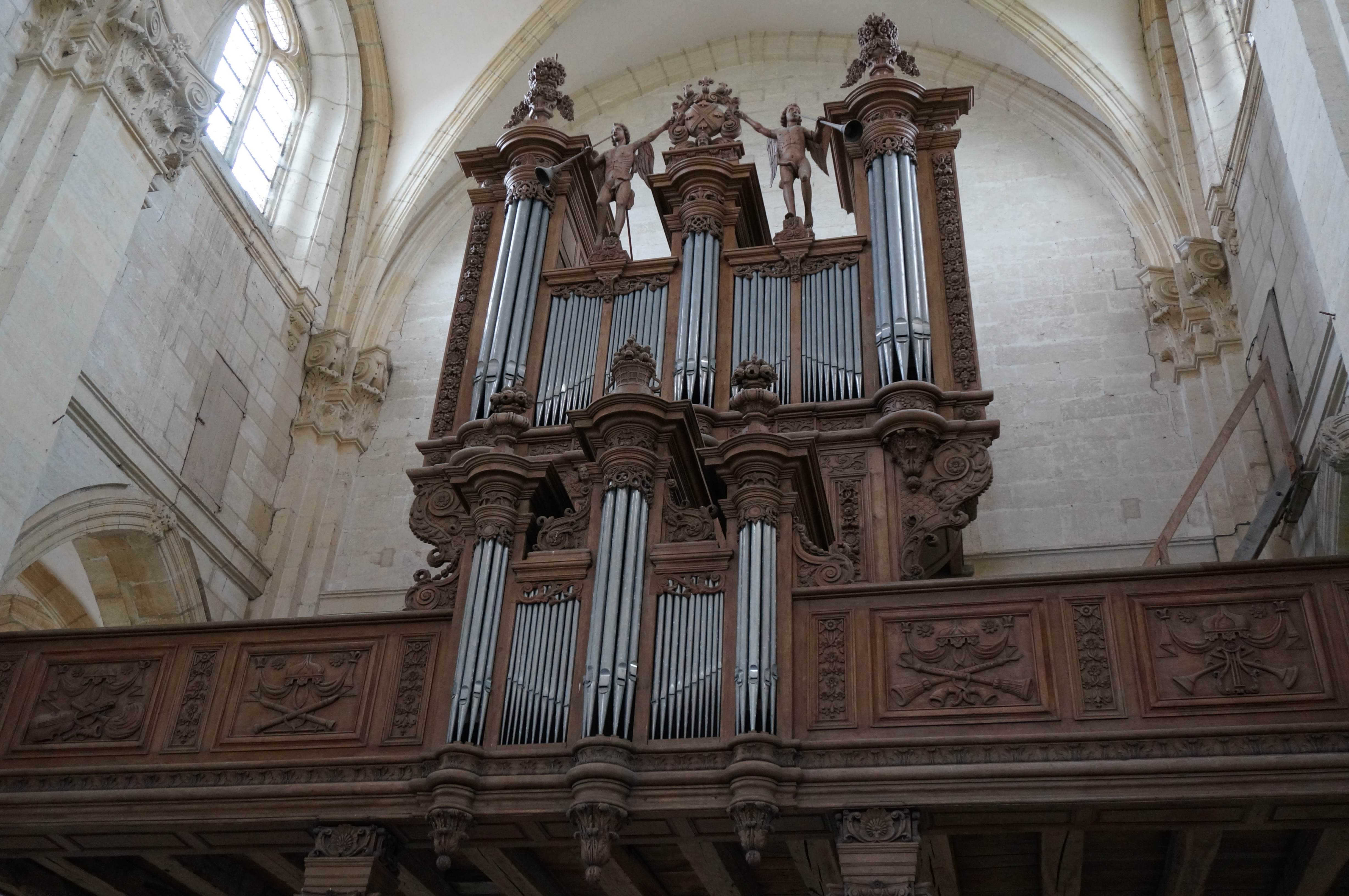
Orgues.
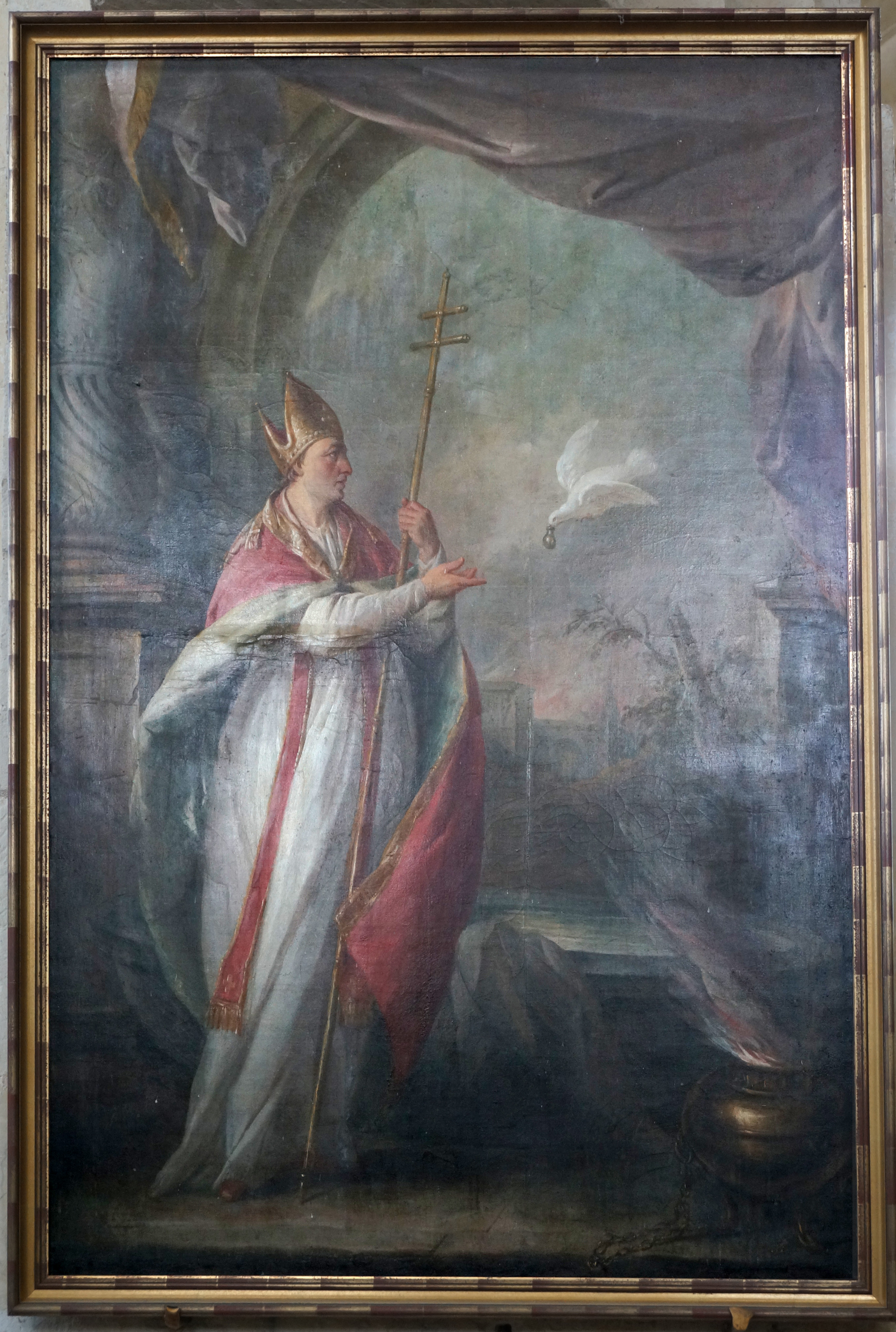
Saint Remi recevant la Sainte ampoule.
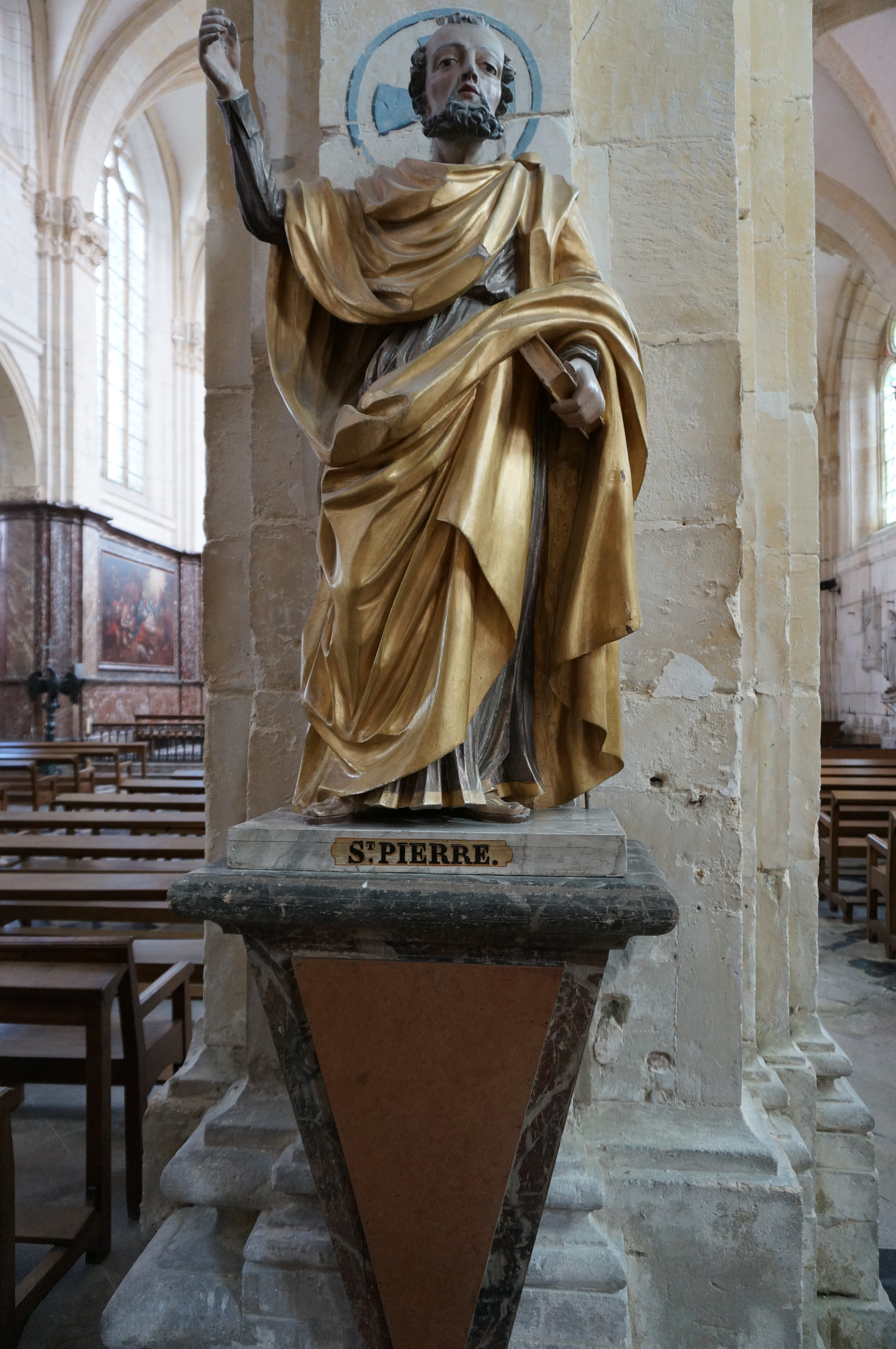
Statue de saint Pierre en bois doré.

- Chaire du XIXe siècle ;

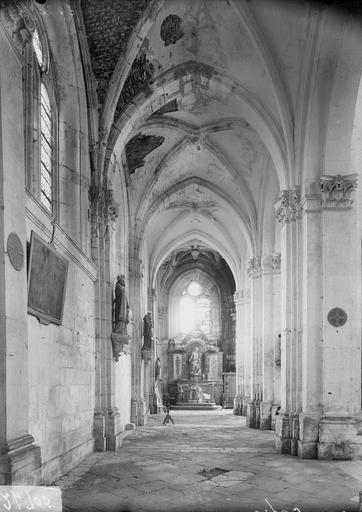
Le bas-côté nord en 1920.

- Buffet de l'orgue construit au début du XVIIIe siècle par François Boudos (compagnon de Jean Boizard) pour les bénédictins Vannistes, classé au titre objet par les monuments historiques le 30 septembre 1911 [2] ;
- Tableaux à scènes religieuses: Mise au tombeau ; Baptême du Christ ;  Lamentation sur le Christ mort, copie inversée  d'un tableau de Nicolas Poussin, conservé à Munich, Alte Pinakothek.
- Deux tableaux de Jacques Wilbault : saint Rémy recevant la sainte Ampoule, deux religieux bénédictins[3] ;
- Statues de deux moines bénédictins ;
- Statues de deux saint Pierre ;
- Statue de saint Roch ;
- Lutrin (aigle) ;
- Fonts baptismaux.